# Баркетта (кузов)

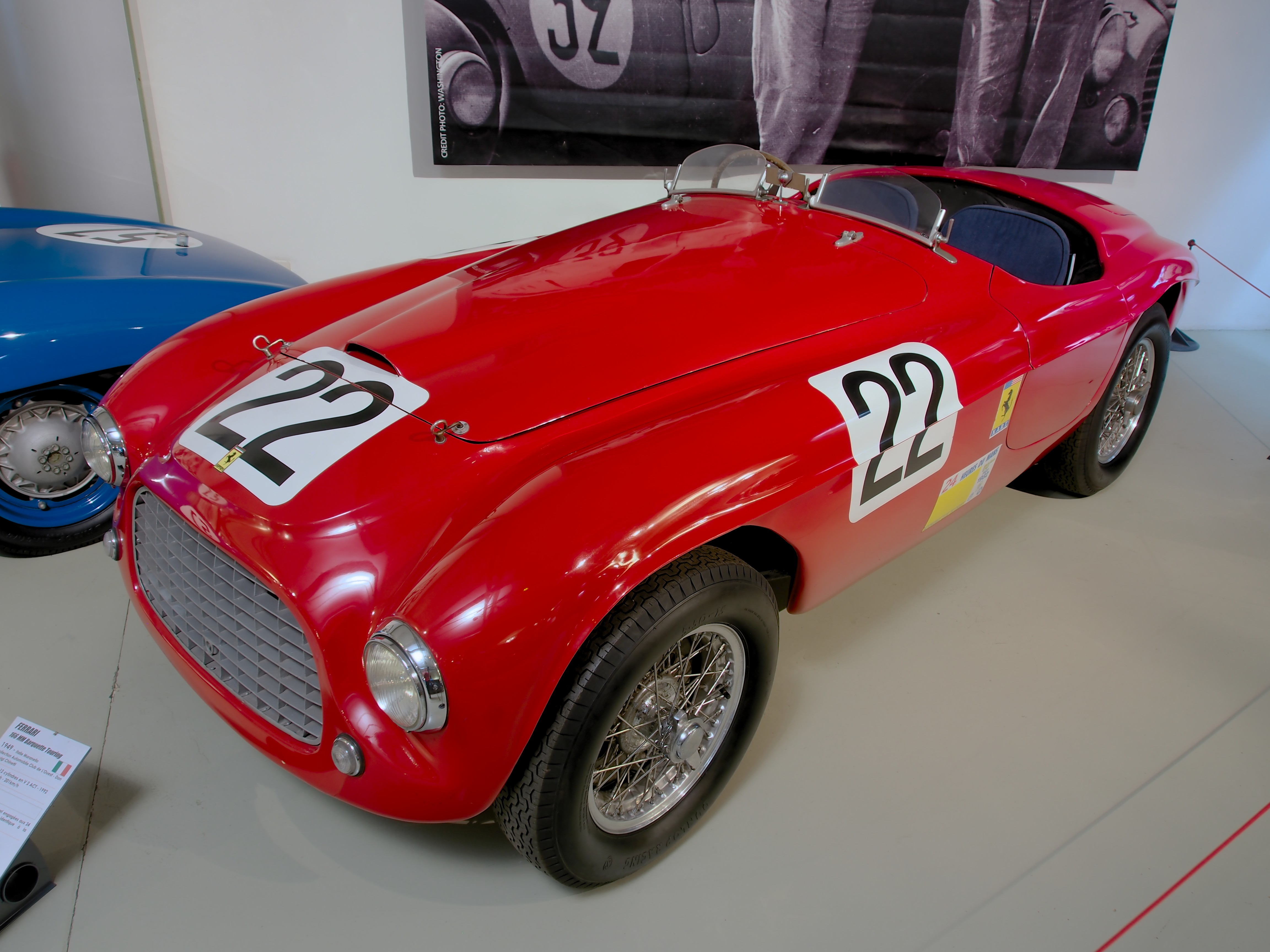
Ferrari 166 MM как типичная баркетта

Барке́тта (итал. barchetta — «лодочка») — автомобильный кузов с двухместным салоном с минимально возможным лобовым стеклом или вовсе без него, без какой-либо крыши, дуг безопасности и бокового остекления. 

## Происхождение термина
Термин был впервые употреблён инженером Джованни Канестрини на страницах итальянской спортивной газеты «La Gazzetta dello Sport», где он писал, что разработанный компанией Ferrari прототип совсем не напоминает ему паука (англ. spider — спайдер), но напоминает лодочку (англ. barchetta). Позднее термин был использован компанией-производителем на Туринском автосалоне 1948 года, где был представлен готовый автомобиль. 